# Audioguide

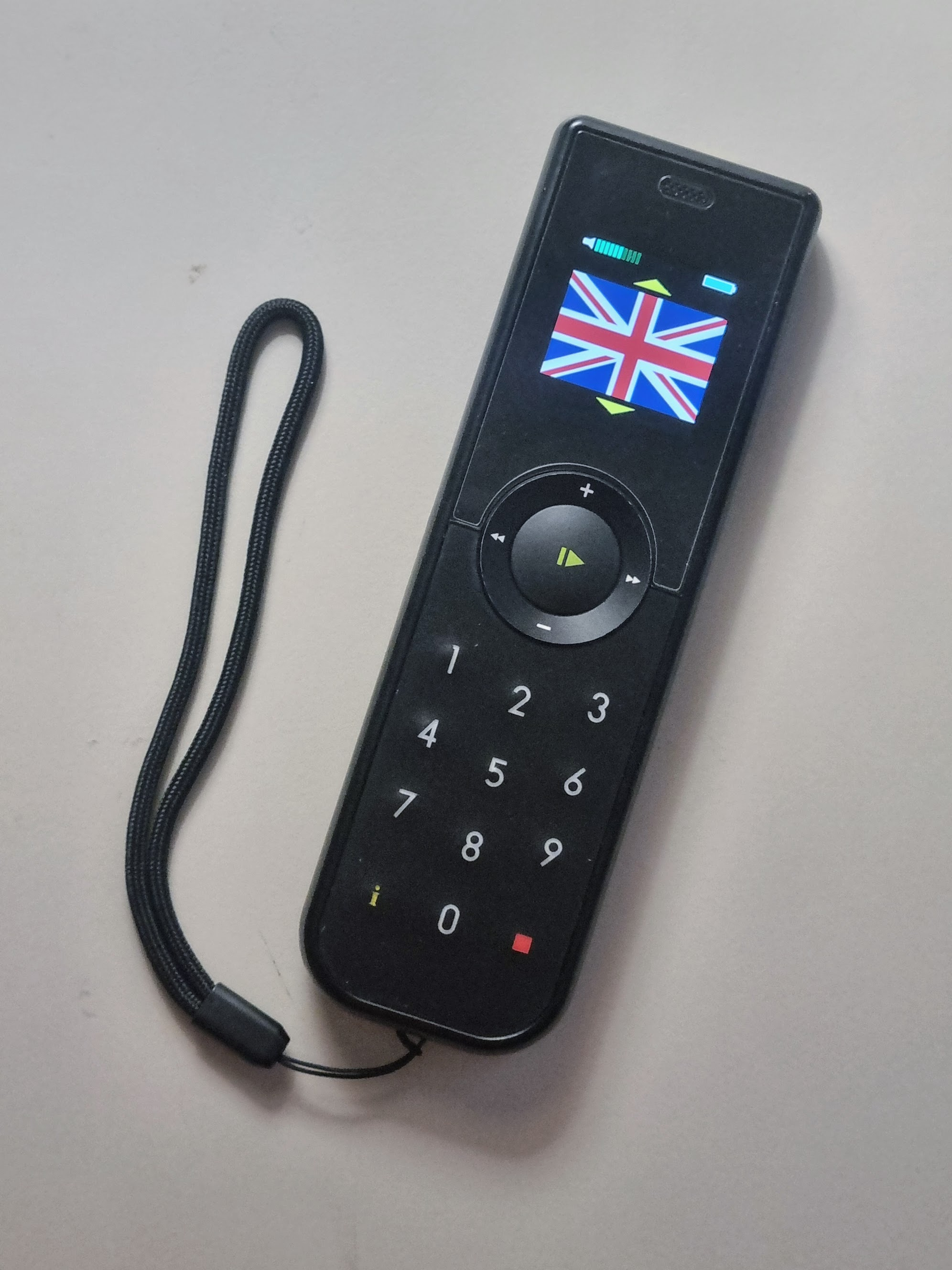
Ein tragbares Audioguide-Gerät auf Englisch eingestellt.

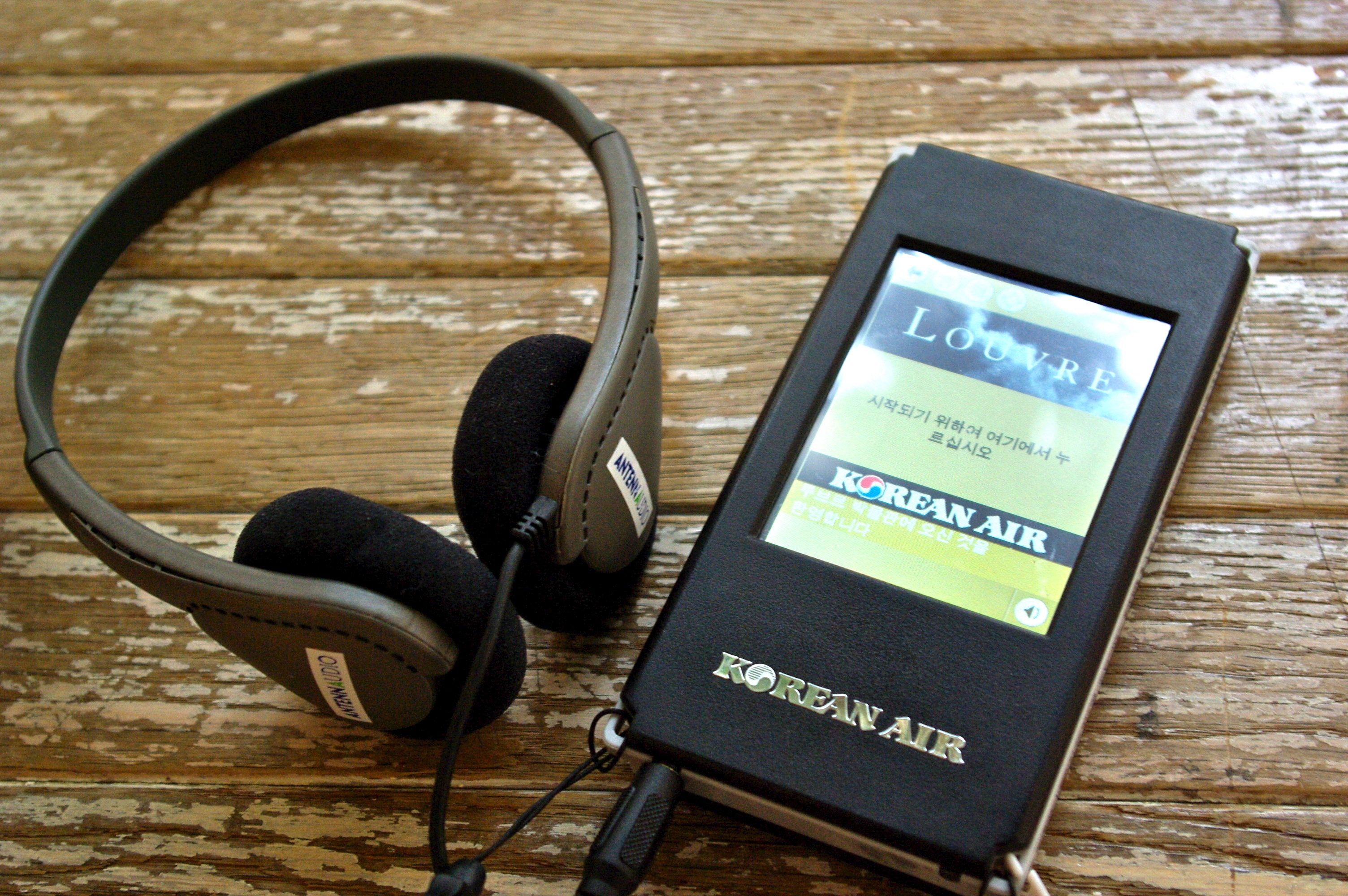
Ein Audioguide des Pariser Louvre in koreanischer Sprache (2008)

Audioguide (im Deutschen auch „Audioführung“) ist ein Kunstwort aus „Audio“ (lateinisch: „ich höre“) und „Guide“ (englisch: „Führer“, im Sinne von Museumsführer). Audioguides sind Tonaufnahmen, die auf entsprechenden Geräten oder Mobiltelefonen abgespielt werden können, und ursprünglich als elektronische Museumsführer entwickelt wurden. Mittlerweile sind sie aber auch als Stadtführer beliebt.
Gattungsgeschichtlich lässt sich der Audioguide dem Hörbuch zuordnen, wobei er allerdings unabhängig von diesem entwickelt wurde und im Gegensatz zum traditionellen Hörbuch häufig nur verliehen (und nicht verkauft) wird. Es gibt zahlreiche Versionen von elektronischen Museumsführern. Eine weitere Variante ist in den letzten Jahren unter dem Namen „Multimedia-Guide“ auf den Markt gekommen: Angebote im Internet und Apps für Smartphones und Tablets treten hinzu. Audioguides werden in aller Regel von professionellen Synchronsprechern eingesprochen sowie bei mehrsprachigen Audioguides von Muttersprachlern.
Eine Variante des Audioguides ist die Anbringung von Hinweisschildern an Sehenswürdigkeiten, auf denen u. a. eine Telefonnummer aufgebracht ist. Touristen, insbesondere spontan entscheidende Touristen, können die Telefonnummer mit ihrem Mobiltelefon anrufen und erhalten eine ausführliche Beschreibung der Sehenswürdigkeit, vor der sie gerade stehen. Eine andere Variante ist das es wieder eine Nummer gibt und man sie dann in ein extra Gerät eingibt.

## Beispiele
- Das Wiener Start-Up Hearonymus bietet mehr als 750 Audioguides für Tourismus und Kultur an.[1][2]
- Das Berliner Start-up  City Pirates bietet kostenlose Touren mit dem öffentlichen Nahverkehr und zu Fuß (aktuell zwei Touren in Berlin – Hamburg und München in Planung.[3][4])
- Der  Audioguide Freiburg-Weingarten lässt Bewohner des Stadtteils per Mobilgerät und auf einer Web-Karte zu Wort kommen.
- In Berlin führt Stadt im Ohr durch Mitte, Friedrichshain, Wedding und Friedenau
- Anlässlich des Geburtstagsprogramms 100 Jahre Kurt Mühlenhaupt wird ein Audioguide mit dem Titel Kurt Mühlenhaupt auf der Spur in Berlin-Kreuzberg angeboten. Die Texte wurden eingesprochen von Katharina Thalbach.[5]
- Bildungsprojekt München hören 2013 Projekt des Bayerischen Rundfunks und der Medien-Lernwerkstatt des Pädagogischen Instituts
- Die App Roamy Audio-Reiseführer erstellt aus Wikipedia-Artikeln überall auf der Welt Audiotouren.[6]